# La Plata (Buenos Aires)
La Plata is de hoofdstad van de Argentijnse provincie Buenos Aires, en ligt in bestuurlijk gebied La Plata. De stad werd ontworpen als hoofdstad van de provincie Buenos Aires nadat de stad Buenos Aires een federaal district werd in 1880. Tussen 1952 en 1955 heette de stad Eva Perón-Stad.
La Plata is een universiteitsstad en ligt ongeveer zestig kilometer van de hoofdstad van Argentinië (Buenos Aires) af. Bij de volkstelling van 2022 had de stad 768.470 inwoners.

## Geschiedenis
Gouverneur Dardo Rocha besloot om een nieuwe stad te bouwen als nieuwe provinciehoofdstad van Buenos Aires. Architect Pedro Benoit ontwierp de stad, die in de vorm van een vierkant is met in het midden een centraal park en van daaruit twee grote diagonale lanen. In 1897 werd de stad een rooms-katholiek bisdom en in 1934 een aartsbisdom. De Kathedraal van La Plata werd gebouwd in neogotische stijl en is de grootste kerk van Argentinië.

## Sport
De stad heeft twee grote voetbalclubs: Estudiantes en Gimnasia y Esgrima. Estudiantes speelde slechts twee seizoenen niet in de hoogste profklasse en werd al vijf keer landskampioen, won vier keer de Copa Libertadores en één keer de intercontinentale beker. Gimnasia y Esgrima is minder succesvol maar hoort wel bij de tien clubs die het meeste in de hoogste afdeling speelden en werd in 1929 landskampioen, toen nog in het amateurvoetbal.

## Bekende inwoners van La Plata

### Geboren
- Emilio Pettoruti (1892-1971), schilder
- Alejandro Scopelli (1908-1987), voetballer en trainer
- Francisco Varallo (1910-2010), voetballer
- Ernesto Sabato (1911-2011), schrijver
- Gabriel Ogando (1921-2006), voetballer
- René Favaloro (1923-2000), hart- en vaatchirurg
- Ricardo Infante (1924-2008), voetballer
- Oscar Malbernat (1944-2019), voetballer
- Eduardo Flores (1944-2022), voetballer
- Juan Ramón Verón (1944-2025), voetballer
- Cristina Fernández de Kirchner (1953), president van Argentinië (2007-2015), presidentsvrouw, advocate en politica
- Daniel Contin (1962), schaker
- Guillermo Barros Schelotto (1973), voetballer
- Gustavo Barros Schelotto (1973), voetballer
- Martín Palermo (1973), voetballer
- Mauro Vigliano (1975), voetbalscheidsrechter
- Juan Sebastián Verón (1975), voetballer
- Fernando Rapallini (1978), voetbalscheidsrechter
- Leandro Cufré (1979), voetballer
- Luciano Galletti (1980), voetballer
- Marcelo Carrusca (1983), voetballer
- Nicolás Isasi (1987), filmregisseur en operaregisseur, muzikant, kunstcriticus
- Pablo De Blasis (1988), voetballer
- Lucas Pratto (1988), voetballer
- Lucas Castro (1989), voetballer
- Marcos Rojo (1990), voetballer
- Gerónimo Rulli (1992), voetballer
- Alan Ruiz (1993), voetballer
- Lisandro Magallán (1993), voetballer
- Jonathan Silva (1994), voetballer
- Santiago Ascacíbar (1997), voetballer
- Carlos Alcaraz (2002), voetballer

## Galerij

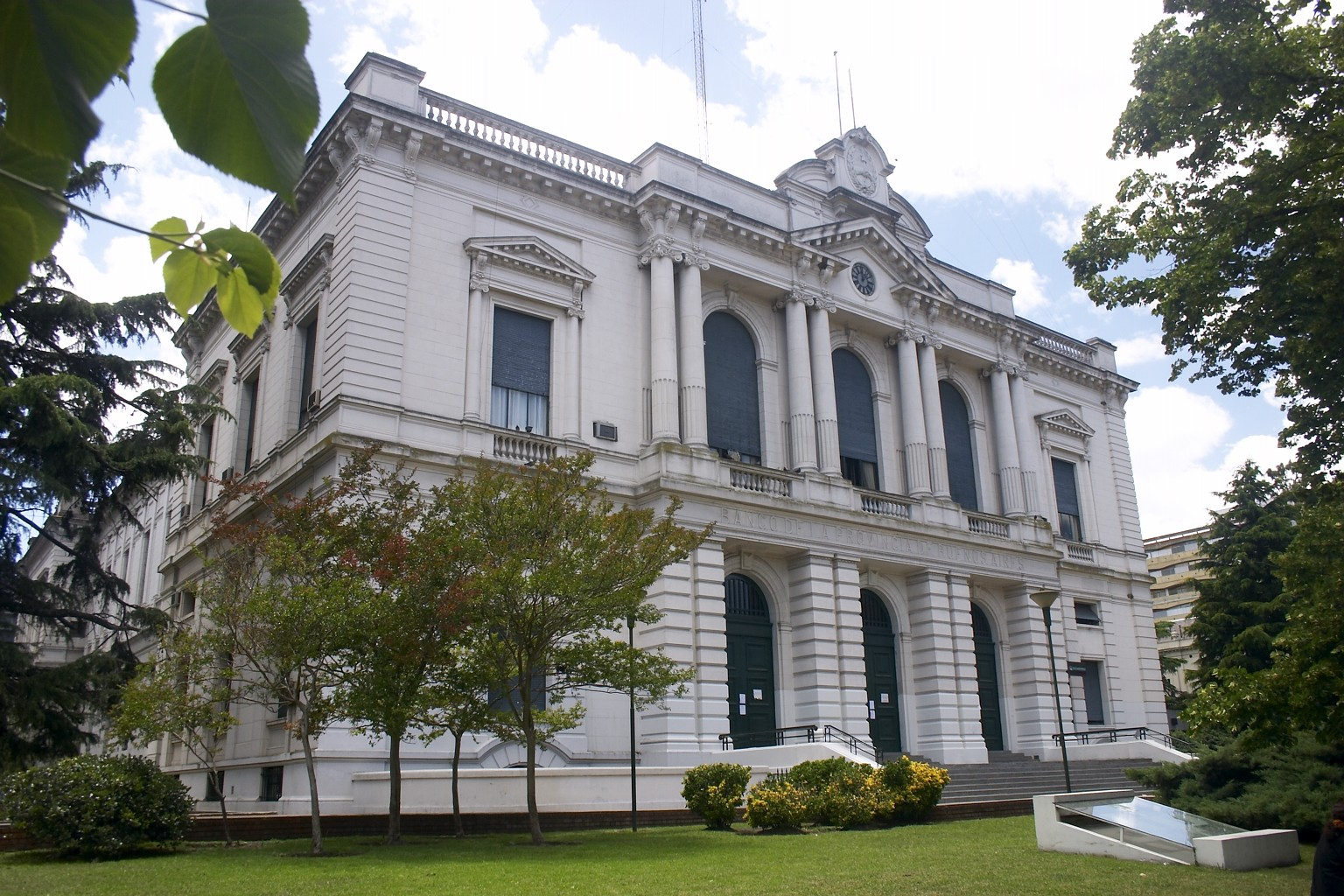
Banco de la Provincia de Buenos Aires